# 여주시의 지질

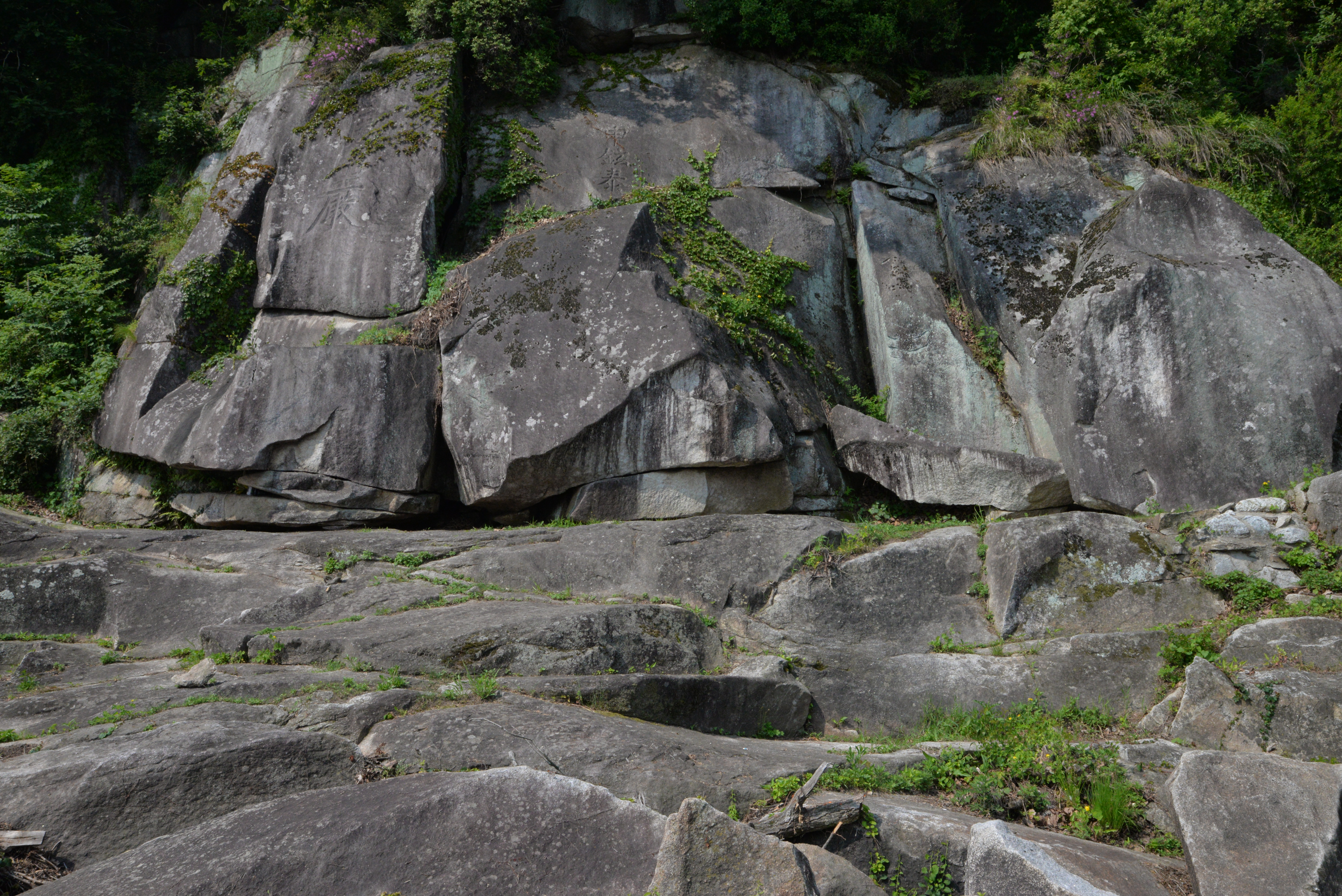
중생대 쥐라기 대보 화강암으로 구성된 여주 마암

본 문서에서는 대한민국 경기도 여주시의 지질과 여주 마암 등 지질유산에 대해 설명한다. 

## 개요
경기도 여주시는 경기 육괴 중부에 위치하지만 대부분의 지역에 중생대 쥐라기의 대보 화강암이 관입해 있어 선캄브리아기 기반암은 여주시 북서부 산북면, 금사면과 남동부 점동면 지역에만 분포하고 나머지 지역에는 모두 중생대의 화강암이 분포한다. 화강암은 풍화와 침식에 약해 여주시~이천시 일대에서 넓은 평야 지대를 형성한다. 여주시 동부에는 금왕 단층이 북북동-남남서 주향으로 지나간다.
1:5만 지질도폭 상으로, 
- 양평 지질도폭(1978) 남동부 (산북면, 금사면 서부)[2]
- 이포 지질도폭(1989) 남부 (금사면 동부, 흥천면 북부, 대신면, 북내면 중·북부, 강천면 도전리)[3]
- 여주 지질도폭(1975) 대부분 (흥천면 남부, 능서면, 가남읍, 점동면, 여주시 시가지, 북내면 남부, 강천면)[4]
- 장호원 지질도폭(1989) 북부 (점동면 남부)[5]

에 해당한다. 

## 선캄브리아기기반암
선캄브리아기 기반암인 편마암류는 여주시 북서부 산북면~금사면 지역과 남동부 점동면 지역에 분포하는데 점동면의 것은 화강암에 둘러싸여 고립적으로 분포하며 북서부 산북면~금사면 지역의 것은 경기 육괴 중부 광주시~양평군 일대에 넓게 분포하는 경기변성암복합체의 일부로서 그 분포지는 광주시와 양평군 지역으로 연장된다. 

### 편마암
산북면~금사면 지역의 편마암류는 흑운모 호상 편마암, 반상 변정질 편마암, 안구상 편마암 등으로 구성된다. 흑운모 호상 편마암은 광주시, 양평군을 넘어 성남시, 수원시까지 이어져 광범위하게 분포하며 흑운모로 구성된 유색 부분(폭 0.2~2 cm)과 석영, 정장석으로 구성된 무색 부분(폭 0.2~10 cm)이 교호하는 전형적인 호상 편마암이다. 흑운모 호상 편마암은 반상변정질편마암, 석영장석질편마암, 편암 및 규암을 포함하며 엽리의 방향은 여주시 금사면 지역에서 북동 30° 방향이다. 여주시 금사면 상품리 지역에서는 자류석의 반상 변정이 발달한다.

### 편암
여주시 점동면 삼합리와 개내골산(156 m) 지역에는 흑운모 편암이 소규모 분포하며 주변의 흑운모 편마암에 의해 덮히거나 교호하고 쥐라기 흑운모 화강암에 관입당했다.

## 중생대대보 화강암
대보 화강암은 중생대 쥐라기에 경기 육괴 지역의 기반암을 관입한 화강암으로 멀리 전라도와 충청도 지역에서 여주시를 지나 인제군 설악산과 강릉시 지역까지 이어지는 거대한 저반암체(底盤巖體)의 일부이다. 여주시에 분포하는 대보 화강암은 풍화와 침식을 받아 여주시와 이천시 일대에 넓은 평야 지대를 형성하며 여주 지질도폭(1975)과 이포 지질도폭(1989)에서 흑운모 화강암, 백운모 화강암, 복운모 화강암, 반상 화강암, 각섬석 화강암, 섬장암질 화강암, 섬록암질 화강암 등으로 분류하였다. 이들 화강암은 석영, 장석, 흑운모, 백운모 등으로 구성된다.

### 섬장암질 화강암
섬장암질 화강암은 여주시 연아산과 세종대왕면 북성산(257 m), 점동면 강금산(283 m) 지역에 암맥 내지 암주(巖柱)상으로 흑운모 화강암을 관입한 암갈색의 괴상 화강암이다. 절리가 발달하며 규장암맥과 석영맥 등에 관입당했다.

### 거정질 화강암
거정질 화강암(Pegmatitic granite)은 여주시내 교동 지역에서 흑운모 화강암을 관입하며 조립질 장석과 흑운모, 백운모를 포함한다.

### 여주 마암
여주 마암(驪州 馬巖)은 대한민국 경기도 여주시 상동에 있는 화강암 바위이다. 2012년 8월 27일 여주시의 향토유적 제20호로 지정되었다. 마암(馬巖)은 여주팔경 중 제2경으로 여주의 옛지명 '황려(黃驪)'와 연관이 있으며, 여주의 대표적 성씨인 여흥민씨의 시조가 탄생했다는 이야기가 전해지는 자연경관유적이다. 마암은 해동지도, 1872년 지방도 등 각종 고지도에 모두 그려져 있다. 이규보, 이색, 서거정, 정약용 등 당대의 시인묵객들이 마암에 찾아와 시와 풍류를 즐기던 명소로 전해져 왔다. 현재 마암이 있는 화강암 바위면에 '馬巖'이라 큰 글씨가, 위쪽에 여주목사를 역임한 '이인응(李寅應)'과 '시월(十月) 일각(日刻)'이, 오른쪽에 여주군수를 지낸 '신현태(申鉉泰)'라는 글씨가 새겨져 있다.
여주 마암
- 여주 마암 안내판
- 남한강 건너편에서 본 여주 마암
- 화강암 바위와 그 뒤로 보이는 여주대교
- 여주 마암 전면

## 중생대백악기관입암
여주시 곳곳에는 쥐라기 대보 화강암을 관입한 백악기의 관입암이 분포한다. (우백질) 화강반암은 북내면 지역에서 쥐라기 화강암을 암맥 내지 암주(巖柱)상으로 관입하며 수직 및 판상 절리가 발달하고 흑운모 화강암을 포획한다. 규장암은 가남읍, 점동면 지역에 암주 형태로 관입하며 장석이 대부분이고 유백색이나 담녹회색을 띤다. 이외에 중성 암맥과 규장암맥, 반화강암맥, 석영맥 등의 암맥이 화강암을 다양한 방향으로 관입해 있다. 강천면 굴암리에는 폭 5~20 m에 연장이 1 km에 달하는 대규모 석영맥이 있다.

## 광산과 지하자원

### 옥봉광산
옥봉광산(玉峰鑛山)은 여주시 북내면과 양평군 지평면(북위 37° 34′ 25″ 동경 127° 50′ 50″ / 북위 37.57361°  동경 127.84722° )의 경계에 위치하며 일제 강점기인 1914년 이래 단속적으로 채굴되어 온 금 광산이다. 쥐라기 흑운모 화강암과 복운모 화강암 내에 남-북 방향으로 발달한 단층대를 충전한 3조의 평행한 석영맥으로 주맥(主脈)은 폭 0.3~30 m, 연장 700 m에 동쪽으로 60~85° 경사하고 5개 갱도가 개설되었다. 주요 광물은 금, 은이며 미량의 황철석, 황동석, 방연석, 유비철석(硫砒鐵石), 휘동석(輝銅石)이 포함된다. 평균 품위는 금 10.25 g/t, 은507 g/t으로 보고되었다.

### 신여광산
신여광산은 여주시 북내면 교황동(북위 37° 23′  동경 127° 40′  / 북위 37.383°  동경 127.667° )에 위치한 금 광산이며 흑운모 화강암 내 열극을 충전한 함금석영맥으로 본맥은 폭 1~3 m, 연장 300 m에 황철석, 방연석, 섬아연석, 황동석이 수반된다.

## 금왕 단층
금왕 단층(金旺 斷層, Geumwang Fault)은 한반도 내 대한민국 충청북도 진천군에서 시작해 음성군 금왕읍, 여주시, 강원특별자치도 원주시, 횡성군, 홍천군, 인제군 상남면을 지나 설악산에 이르는 북동-남서 방향, 총 연장 170 km의 대규모 주향 이동 단층이다. ESR 연대측정 결과 금왕 단층은 신생대 제4기에 약 70만 년 전부터 10만 년 전까지 활동해온 활성단층으로 드러났다.
여주 지질도폭(1975)에서는 여주시 동부 점동면 현수리에서 장안리, 강천면 강천리와 부평리, 도전리로 이어지는 주향 북동 5~10°의 단층선이 항공사진 판독과 야외조사로 발견되었다. 중생대 쥐라기 대보 화강암 지대를 지나는 단층은 편마암 및 편암 내에서 단층경면을 보이며 주향 이동 및 경사 단층으로 확인되었다.
음성군 금왕읍 용계리에서 여주시 점동면 현수리 일대에 이르는 약 23.7 km 구간에서는 청미천으로 유입되는 수계를 따라 선상지가 다수 발달한다. 특히 여주시 점동면 뇌곡리 및 성신리 일대에는 큰 규모의 선상지가 잘 발달해 있다.

## 같이 보기
- 한국의 지질
- 경기 지괴
- 대보 화강암
- 여주 마암
- 여주 입암